# Raimon el Palmer
Raimondo Zanfogni (Piacenza, Emília-Romanya, 1139 o 1140 - 26 de juliol de 1200) anomenat Raimon de Piacenza o Raimon el Palmer (Raimondo Palmerio en italià) fou un pelegrí italià a Jerusalem, molt caritatiu. És venerat com a sant per l'Església catòlica.

## Biografia
La seva vida es coneix per una Vita llatina medieval, escrita pel canonge Rufinus en 1212 per encàrrec del germà de Raimon, Gherardo. Traduïda a l'italià en 1525, l'original llatí, que es conservava al monestir cistercenc de San Raimondo de Piacenza, es va perdre.
Raimondo Zanfogni havia nascut a Piacenza en una família humil de classe mitjana. Educat per la seva mare, no va anar a escola i no va aprendre a llegir. Als dotze anys fou enviat a aprendre l'ofici de sabater a un taller i poc després va quedar orfe de pare. Cap als quinze anys va obtenir el permís del bisbe Hug de Piacenza per anar amb la seva mare com a pelegrins a Jerusalem. El viatge va ésser dur i Raimon va ésser malalt i estigué a punt de morir durant el retorn. Arran d'aquest pelegrinatge fou conegut com a Palmer, que era la denominació dels pelegrins a Jerusalem, que en tornaven amb una fulla de palma com a distintiu.
La seva mare morí poc després d'haver tornar a Piacenza. Els parents que li quedaven el convenceren perquè es casés i reprengué l'ofici de sabater per mantenir la seva nova família. Molt devot, "instruïa [la seva esposa] com una germana, l'estimava com una germana i la venerava com una mare". Durant el seu temps de lleure, conversava amb religiosos i aprengué de manera que, els dies de festa, podia predicar a d'altres a cases i tallers. La seva fama de santedat cresqué i la gent acudia a sentir-lo, convertint-se en un guia espiritual. Raimon, però, remetia la gent als preveres i monjos i no volia predicar en públic.
En un anys
, els cinc fills de Raimon van morir, probablement a causa d'una epidèmia. Va voler persuadir la seva dona de fer abstinència sexual i viure castament, dedicats a Déu, però ella no va acceptar dient-li que no havia volgut ésser monja i que si s'havia casat amb ella, havia de tractar-la com una dona casada. Van tornar a tenir un nen, anomenat Gerardo, que Raimon va consagrar a Santa Brígida de Suècia. La seva dona va morir poc després d'una malaltia i Raimon va fer vot de celibat; va deixar el nen amb els seus sogres, deixant-li tota la seva fortuna i la casa, i marxà a fer pelegrinatges.
Va anar a Sant Jaume de Galícia, fent el Camí de Sant Jaume, i visità després Vézelay, amb la suposada tomba de Maria Magdalena, i els llocs de la Provença on aquesta i els seus parents havien viscut: Sant Maissemin de la Santa Bauma i la Santa Bauma, prop d'Ais de Provença i les Santes Maries de la Mar. Igualment, anà al santuari de Sant Antoni el Gran prop de Viena del Delfinat i a l'Abadia de Clairvaux, amb la tomba de Bernat de Claravall i, ja a Itàlia, a Pavia, on hi ha les restes d'Agustí d'Hipona. A Roma, descansant al porxo de la Basílica de Sant Pere del Vaticà va tenir una visió en la que Crist li deia que tornés a Piacenza i hi fes el bé. Deia que Crist li havia dit de vestir una roba de color blau de cel, fins al genoll, amb mànigues amples i sense caputxa i portar una creu a l'espatlla.
A Piacenza va destacar per la seva bondat i les obres de caritat que va fer-hi, predicant i fent que molts altres fecin millor vida cristiana; especialment atenia els més pobres, els malalts i nens abandonats i els pelegrins. Amb 38 anys, va tenir el suport del bisbe Teobald de Piacenza i els canonges de l'església dels Apòstols, que li donaren un edifici proper per establir-hi un hospici o xenodochium en 1178, per a pobres i pelegrins. Igualment, demanava almoines per als més necessitats. Amb el temps, va atraure voluntaris que l'ajudaven en la seva tasca i va poder establir un nou hospici per a dones, fent-hi proselitisme entre les prostitutes i presos, convertint-ne alguns d'ells. Al llarg de la seva vida va tenir una especial sensibilitat envers els nens abandonats i les desigualtats socials, demanant als rics que fessin el possible per posar remei a la situació.
També defensava als pobres en judicis i va intentar pacificar les lluites de partits a la ciutat, però aquí no va tenir èxit. Va intervenir per evitar una guerra amb Cremona, però va ésser fet presoner pels cremonesos, que el van alliberar per la seva fama de sant. Va oposar-se als torneigs i justes dels cavallers, que sovint tenien conseqüències greus com ferides o morts, intentant que fossin prohibits.
Va morir de febres el 26 de juliol del 1200, als 60 anys. Al llit de mort, va cridar el seu fill i li va demanar que seguís la vida religiosa.

## Veneració
Només morir, ja va ser tingut per sant i molta gent volgué veure'n el cadàver. El bisbe Grimeri el va sebollir a la canònica, on la tomba va esdevenir meta de pelegrinatge, fins i tot de ciutadans de Cremona. Nombrosos miracles i guariments se li van atribuir. La ciutat va establir l'Hospital de Sant Raimon (Hospitale sancti Raymundi) amb els llegats fets en nom seu, i el monestir cistercenc de la ciutat va prendre el nom de San Raimondo in Piacenza. El seu culte fou aprovat per Martí V en 1422.